# Honden- en kattenbesluit
Het Honden- en Kattenbesluit was een wettelijk Nederlands besluit uit 1999, dat op 1 maart 2002 in werking is getreden. Hierin stonden de eisen over de kennis van de dieren en vakbekwaamheid die iemand moest hebben voor de bedrijfsvoering van een dierenasiel, dierenpension, maar ook voor de bedrijfsmatige fokker. Het besluit is per 1 juli 2014 vervallen.

## Honden- en kattenbesluit 1964
In oktober 1964 werd in het Staatsblad van het Koninkrijk der Nederlanden een Honden- en kattenbesluit gepubliceerd. Deze ging in per 1 november 1964.